# Котков, Антон Сергеевич
Антон Сергеевич Котков (род. 1990) — российский тхэквондист, Заслуженный мастер спорта России. 

## Карьера
В школе занимался несколькими видами спорта. Кроме тхэквондо, которым занимается с первого класса у Сергея Петрова, бегал на лыжах, плавал, имеет первый разряд по биатлону, играл в баскетбол, волейбол, настольный теннис.
По окончании средней школы поступил на факультет истории Скандинавских стран Петрозаводского государственного университета.
Призёр нескольких международных турниров. Бронзовый призёр чемпионата мира 2013 года.
Вице-чемпион Мира 2017 года в Муджу, Корея.